# Javier Morales
Javier Morales, né le 10 janvier 1980 à Lomas de Zamora,  est un footballeur argentin. Il est actuellement entraîneur par intérim de l'Inter Miami CF en MLS.